# 蕭凱
蕭凱（1427年—？），字虞佐，人，明朝政治人物。同進士出身。

## 生平
山東鄉試第六十八名。天順四年（1460年）庚辰科會試第五十三名，殿試登進士第三甲第十一名。

## 家族
曾祖蕭友四。祖父蕭福全。父亲蕭銘。